# Melampsora kusanoi
Melampsora kusanoi är en svampart som beskrevs av Dietel 1905. Melampsora kusanoi ingår i släktet Melampsora och familjen Melampsoraceae.   Inga underarter finns listade i Catalogue of Life.